# Eubalta planiceps
Genre
Synonymes
- Balta Sørensen, 1902 nec Tepper, 1893
- Baltanata Strand, 1942

Espèce
Synonymes
- Gonyleptes planiceps Gervais, 1842
- Gonyleptes modestus Gervais, 1847
- Balta meridionalis Sørensen, 1902

Eubalta planiceps, unique représentant du genre Eubalta, est une espèce d'opilions laniatores de la famille des Gonyleptidae.

## Distribution
Cette espèce est endémique du Chili.

## Description
Le spécimen décrit par Roewer en 1923 mesure 7 mm.

## Systématique et taxinomie
Cette espèce a été décrite sous le protonyme Gonyleptes planiceps par Gervais en 1842. Elle est placée dans le genre Pachylus par Simon en 1884, dans le genre Lycomedes par Sørensen en 1902 nom remplacé par Lycomedicus par Roewer en 1923 puis dans le genre Eubalta par Pessoa-Silva, Hara et Pinto-da-Rocha en 2020 qui dans le même temps placent Gonyleptes modestus et Balta meridionalis en synonymie.

## Publications originales
- Gervais, 1842 : « Arachnides. Description et figures de quatre espèces nouvelles de Phalangiens. » Magasin de Zoologie, sér. 2, vol. 4, p. 1–5 (texte intégral).
- Roewer, 1923 : Die Weberknechte der Erde. Systematische Bearbeitung der bisher bekannten Opiliones. Gustav Fischer, Jena, p. 1-1116 (texte intégral).